# Ferdinandusa edmundoi
Ferdinandusa edmundoi là một loài thực vật có hoa trong họ Thiến thảo. Loài này được Sucre mô tả khoa học đầu tiên năm 1962.